# سفارة النرويج في بولندا
سفارة النرويج في بولندا هي أرفع تمثيل دبلوماسي لدولة النرويج لدى بولندا. تقع السفارة في وهي تهدف لتعزيز المصالح النرويجية في بولندا.

## وصلات خارجية
- الموقع الرسمي
- قائمة سفارات النرويج
- قائمة السفارات في بولندا